# Zygmunt Vogel

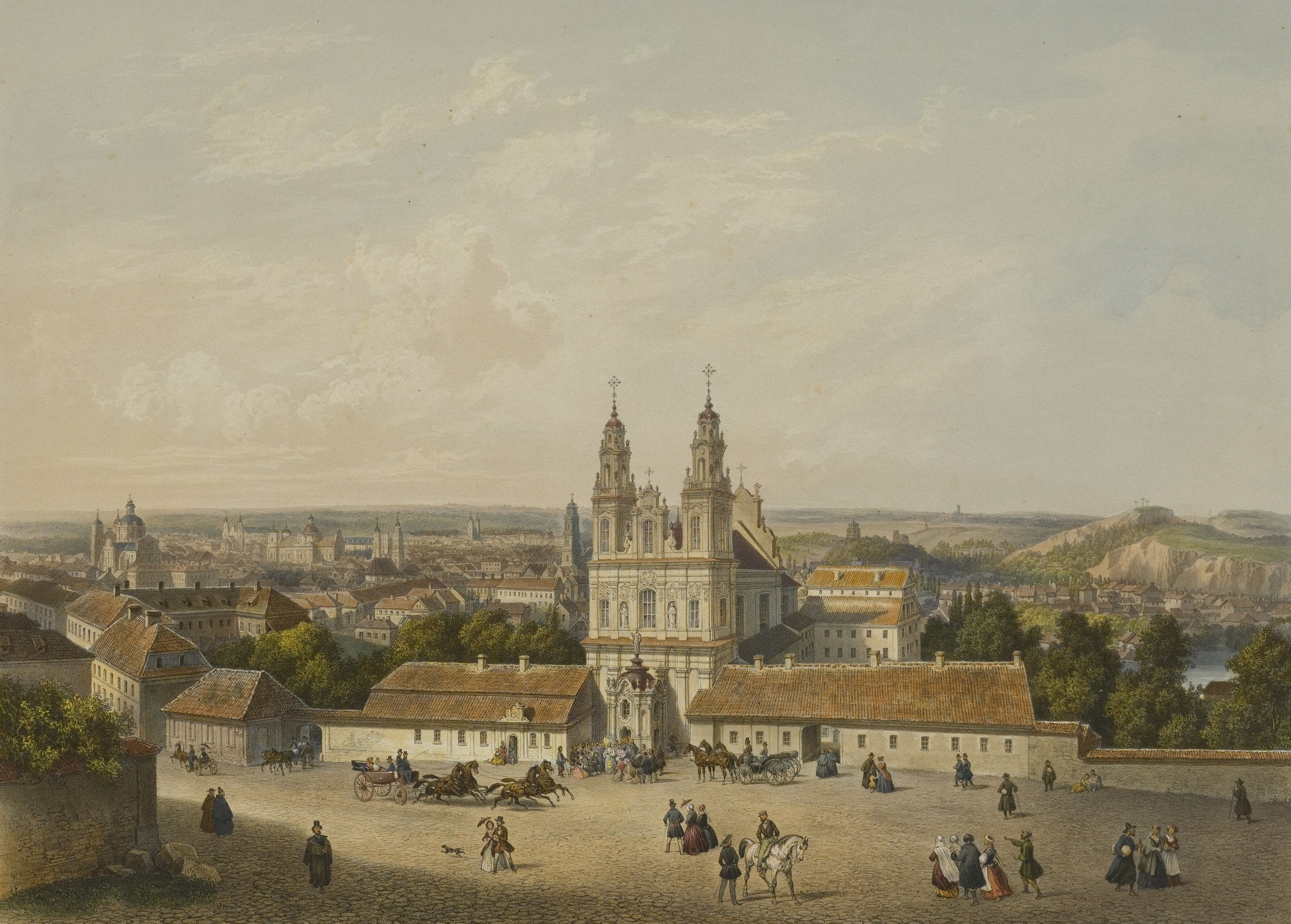
Kościół Misjonarzy w Wilnie – akwarela Z. Vogla

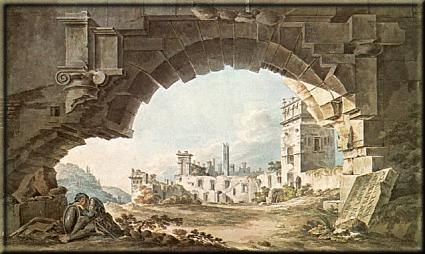
Dziedziniec zamku w Kazimierzu Dolnym – akwarela Z. Vogla, 1792

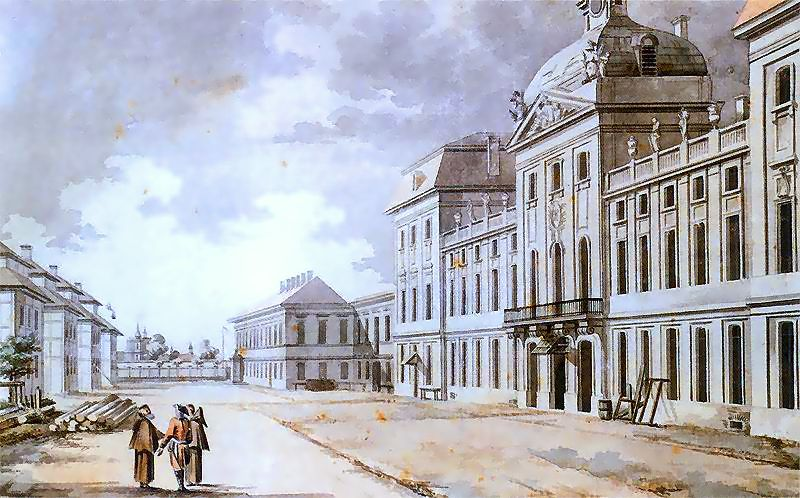
Szkoła Rycerska w Warszawie - akwarela Z. Vogla

Zygmunt Vogel zw. Ptaszkiem (ur. 15 czerwca 1764 w Wołczynie, zm. 20 kwietnia 1826 w Warszawie) – polski malarz i rysownik, przedstawiciel klasycyzmu, pedagog, wolnomularz.

## Życiorys
Zygmunt Vogel był synem kuchmistrza księcia Michała Czartoryskiego, kanclerza wielkiego litewskiego, ale już jako dziecko stracił ojca. Czartoryscy zatroszczyli się o los młodego sieroty. Pomogli matce w jego naukach, dali mieszkanie w Warszawie na swej posesji przy Solcu, a potem zaprotegowali go swoim rozlicznym krewnym. Nauki, jakie pobierał, miały zrobić zeń architekta lub budowniczego, ale nic z tego nie wyszło, bo w wieku lat szesnastu, dzięki wstawiennictwu Stanisława Kostki Potockiego, został przyjęty do Malarni Królewskiej w Warszawie, gdzie uczył się m.in. u Le Bruna i architekta Szymona Bogumiła Zuga i miał możność zapoznania się z pracami Bernarda Bellotta zwanego Canaletto. To wtedy w Ptaszku, bo tak zwali Vogla przyjaciele, zrodziło się zamiłowanie do widoków miejskich, do odwzorowywania architektury.
Zaczął od kopii dzieł Canaletta, które zamawiał u niego Michał Jerzy Mniszech, marszałek wielki koronny, ale potem zaczął malować własne widoki Warszawy. Nie używał prawie farb olejnych; jego domeną były akwarela, tusz, ołówek, sepia. Po latach prace te − pod wpływem czynników atmosferycznych − straciły barwy i płowiejąc nabrały tonacji szarobrązowej.
W roku 1787 młodym rysownikiem zainteresował się król Stanisław August. Na krótko przed wyjazdem do Kaniowa na spotkanie z carycą Katarzyną odwiedził rysownika w Malarni, obiecał wsparcie finansowe na naukę języków obcych i osobistą protekcję.
Król, który zwiedził wówczas Ziemię Krakowską, po powrocie polecił Voglowi udać się natychmiast do „Krzeszowic, Tęczyna, Alwerni, Lipowca, Olkusza, Rabsztyna, Pieskowej Skały...” w celu zrobienia szkiców tych miejsc i zebrania wiadomości historycznych. Z tej i innych podróży powstał album zawierający 63 akwarele i rysunki.
Stanisława Augusta interesował też Gdańsk, więc wysłał tam swego protegowanego w roku 1788. Z powstałych wówczas akwarel zachowały się tylko dwie, ale musiało być ich znacznie więcej, o czym świadczą ołówkowe szkice w zeszycie Vogla, który spędził w Gdańsku prawie dwa lata.
W następnych latach wiele podróżował po kraju malując widoki różnego rodzaju zamków, miast i posiadłości. Pierwszy cykl dziesięciu takich akwarel powstał na zlecenie Stanisława Kostki Potockiego w jego nowej letniej rezydencji, Olesinie koło Kurowa. Jednak mapa podróży Ptaszka ograniczała się do pierwszej zleconej przez króla trasy, „wzdłuż biegu Wisły, począwszy od Białej poza Krakowem aż do jej ujścia pod Mündą za Gdańskiem”.
W czasie jednej z podróży w 1797 przedstawił wnętrze synagogi w Łańcucie.
W Warszawie bywał uczestnikiem organizowanych przez Stanisława Augusta obiadów czwartkowych.
Po abdykacji króla, jego wyjeździe do Petersburga i rychłej śmierci, Vogel zaczął szukać innej pracy. Został nauczycielem Liceum Warszawskiego, a w 1817 dostał katedrę perspektywy w Oddziale Sztuk Pięknych świeżo otwartego Królewskiego Uniwersytetu Warszawskiego. Jako członek Towarzystwa Królewskiego Przyjaciół Nauk, przystąpił do Konfederacji Generalnej Królestwa Polskiego w 1812 roku.
W 1818 roku został kawalerem Orderu Świętego Stanisława IV. klasy.
Do końca życia mieszkał w Warszawie.
Pochowany został na cmentarzu ewangelicko-augsburskim w Warszawie (al. 26, nr 6).

## Upamiętnienie
Od 1960 roku imię Zygmunta Vogla nosi ulica w warszawskiej dzielnicy Wilanów.